# Bankraub
Als Bankraub oder Banküberfall bezeichnet man den Überfall auf ein Kreditinstitut mit dem Ziel, Bargeld und andere Wertgegenstände zu erbeuten. Obwohl der juristische Begriff Raub eigentlich den Einsatz oder die Androhung von Gewalt voraussetzt, wird er umgangssprachlich auch für Einbrüche in Banken benutzt.

## Rechtliche Einstufung
In Deutschland wird Bankraub je nach Tathergang rechtlich entweder als Raub oder als räuberische Erpressung eingeordnet. Das Strafmaß ist allerdings in beiden Fällen identisch: Die Mindeststrafe beträgt ein Jahr Freiheitsstrafe. Verwendet der Täter eine Waffe, so erhöht sich diese auf fünf Jahre.

## Geschichte

### USA
Der erste Bankraub in den Vereinigten Staaten geschah in der Nacht vom 31. August auf den 1. September 1798 in der Bank of Pennsylvania in Philadelphia. Aus dem Banktresor wurden 162.821 US-Dollar gestohlen. Weil es keine Beweise für Gewalteinwirkung gab, nahmen die Behörden an, dass es Insider waren. Einige Verdächtige wurden sofort eingesperrt und strafrechtlich verfolgt, aber die wirklich Schuldigen waren Isaac Davis und ein Partner. Wenige Tage nach dem Bankraub fiel Davis’ Partner einer Gelbfieberepidemie zum Opfer, die in Philadelphia in jenem Sommer ausgebrochen war.
Zu den bekanntesten Bankräubern gehören die Dalton-Brüder, die Ende des 19. Jahrhunderts nach Jahren mäßigen Erfolgs als Farmarbeiter ihr Talent für Eisenbahnüberfälle entdeckten und am 5. Oktober 1892 im Ort Coffeyville Kriminalgeschichte schrieben, indem sie versuchten, zwei Banken zur gleichen Zeit auszurauben. Dabei kamen zwei der vier Brüder ums Leben.
Auch das Paar Bonnie und Clyde (Bonnie Parker und Clyde Barrow) waren bekannte Bankräuber und reisten während der Weltwirtschaftskrise durch den Südwesten der Vereinigten Staaten. Sie raubten Banken aus und verursachten üblicherweise ein Chaos bei den Überfällen.
Am 11. April 1957 wurde in einer Bank in Cleveland, Ohio, erstmals eine (damals noch versteckte) Kamera in einer Bank installiert. Einen Tag später wurde die Bank überfallen und die Kamera zusammen mit dem Alarm ausgelöst. Wiederum einen Tag später konnten die Täter anhand der Bilder identifiziert und festgenommen werden.
Am 9. Mai 1980 entwickelte sich nach einem Bankraub eine der größten Schießereien der Geschichte der USA, als fünf schwerbewaffnete Männer die Security Pacific National Bank in Norco, Riverside County, Kalifornien überfielen. Beim Verlassen der Bank und der anschließenden Verfolgung zerstörten oder beschädigten die Flüchtigen 33 Streifenwagen und zwangen einen Polizeihubschrauber zur Notlandung. Im ländlichen Gebiet gelang es ihnen sogar, die verfolgende Polizei in einen Hinterhalt zu locken. Zwei Täter und ein Polizist wurden getötet und acht weitere Beamte verletzt. Erst am 11. Mai gelang es der Polizei, die drei Flüchtigen Christopher Gregory Harven (30), Russell Harven (27) und George Wayne Smith (28) zu verhaften. Der Film Rapid Fire – Der Tag ohne Wiederkehr beruht auf diesem Geschehnis.
Ein fehlgeschlagener Bankraub am 28. Februar 1997 ist unter dem Namen North-Hollywood-Schießerei (North Hollywood Shootout) in die amerikanische Kriminalgeschichte als heftigste und folgenschwerste Schießerei zwischen Polizei und Verbrechern eingegangen. An diesem Tag überfielen die zwei schwerbewaffneten Männer Larry Eugene Phillips Jr. (26) und Emil Decebal Mătăsăreanu (30) die Bank of America an der Kreuzung Laurel Canyon Boulevard und Archwood Street in Nordhollywood, Kalifornien. Beim Betreten der Bank wurden die beiden jedoch von einer LAPD-Patrouille gesehen, die daraufhin Verstärkung anforderte. Die beiden Bankräuber trugen Sturmhauben, besaßen kugelsichere Ganzkörperpanzerungen, darüber schwarze Kleidung und waren mit vollautomatischen Sturmgewehren bewaffnet. Mit der Beute verließen die Täter anschließend das Gebäude, das bereits von der Polizei umstellt war, und eröffneten das Feuer. Nach einem siebenminütigen, heftigen Schusswechsel gegen mehr als 50 Beamte gelang es einem der Täter, ein Fahrzeug vor der Bank in Betrieb zu nehmen und im Schritttempo die Flucht anzutreten, wobei sein Komplize zu Fuß das Fahrzeug begleitete und die Polizei in Schach hielt. Die Flüchtigen konnten während der nächsten 35 Minuten weder von der Straße gedrängt noch aufgehalten werden. Plötzlich verließ der zu Fuß unterwegs gewesene Täter die Nähe des Fluchtwagens und lieferte sich im Alleingang ein Gefecht mit den Polizisten. Als sein Sturmgewehr versagte, richtete er sich selbst. Sein Komplize starb drei Blocks weiter im Feuergefecht mit einem SWAT-Team. Insgesamt wurden zwölf Polizisten und acht Passanten zum Teil schwer verletzt. Die Körperpanzer und Waffen der beiden können im Los Angeles Police Department Museum besichtigt werden. Der Film 44 Minuten – Die Hölle von Nord Hollywood beruht auf diesem Geschehen.

### Deutschland

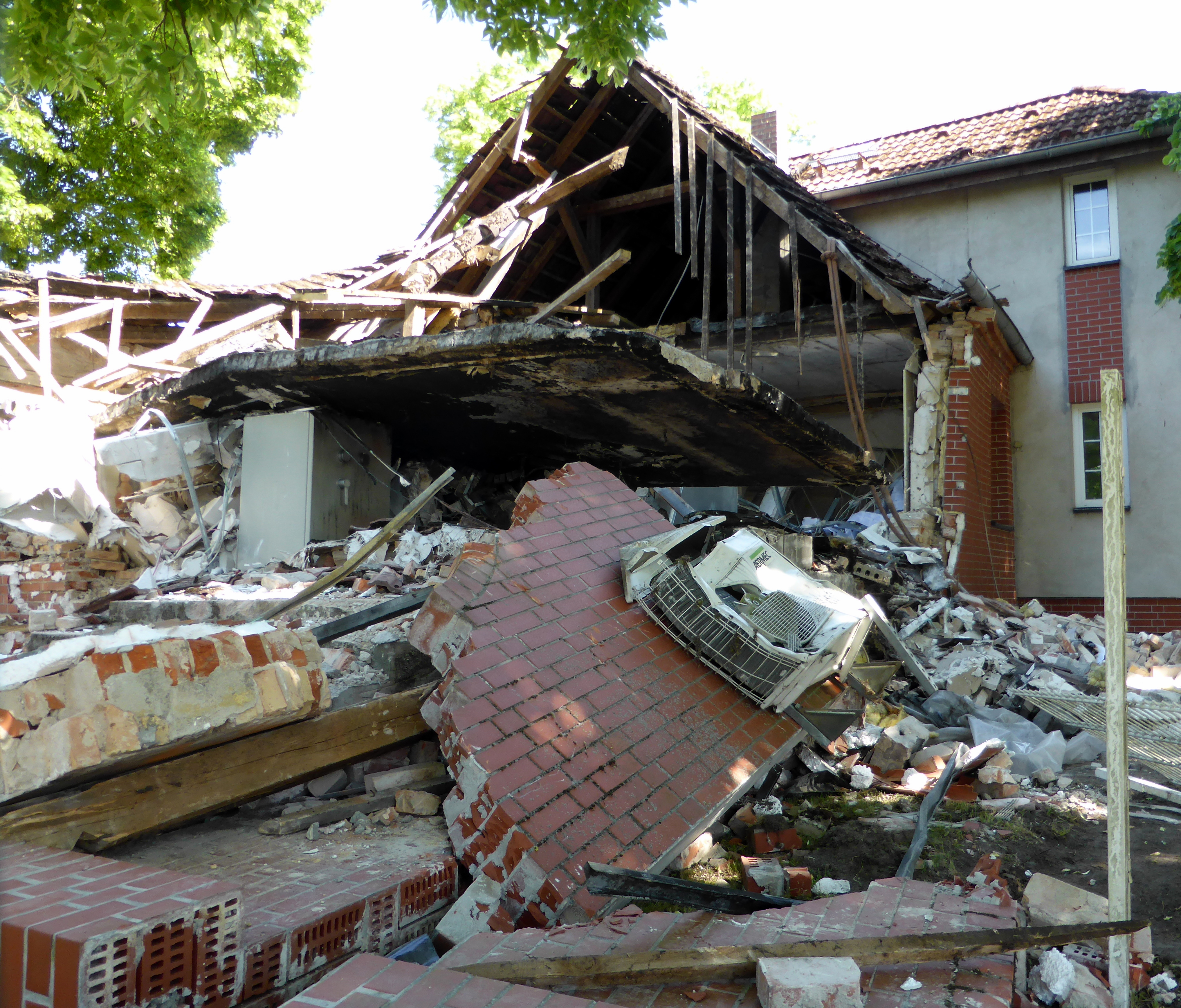
Ein Großteil der Bankraube seit 2010 findet statt, indem die Räuber versuchen, die Geldautomaten aufzusprengen. Hier (2015) benutzten sie zu viel Sprengstoff.

Im Jahre 1965 überfiel mit Gisela Werler erstmals eine Frau in Deutschland eine Bank.
Am 30. Dezember 1968 überfällt ein Bankräuber die Sparkasse im südbadischen Badenweiler und nimmt den Filialleiter als Geisel. Die Polizei stoppt die Flucht auf der Autobahn bei Rastatt, doch die Geisel ist vom Bankräuber erschossen worden. Der erste Banküberfall mit Geiselnahme in Deutschland.
Am 4. August 1971 wurde in München ein Banküberfall mit Geiselnahme begangen. Bei dem Schusswechsel mit der Polizei wurden zwei Personen getötet (eine Geisel, ein Täter).
Der Beginn der Geiselnahme von Gladbeck, die 1988 bundesweit Beachtung fand, war ebenfalls ein Banküberfall.
Der Banküberfall in Berlin-Zehlendorf im Jahr 1995 ist wohl der spektakulärste, den es in Deutschland bisher gegeben hat. Er zog wegen seiner ungewöhnlichen Vorgehensweise (Einbruch in die Bank durch einen eigens gegrabenen Tunnel) auch weltweite Aufmerksamkeit auf sich.
Als die ältesten Bankräuber Deutschlands gelten die Mitglieder der Opa-Bande, drei ältere Herren von 64, 73 und 74 Jahren, die von 1989 bis 2005 bei 14 Banküberfällen mehr als eine Million Euro erbeuteten. Sie waren jeweils schwer bewaffnet. Sie wurden inzwischen vom Landgericht Hagen (Westfalen) verurteilt.
Beim Bankeinbruch in Berlin-Steglitz 2013 drangen am 14. Januar 2013 bislang unbekannte Täter durch einen 45 Meter langen unterirdischen Tunnel, an dem sie vermutlich über ein Jahr lang bauten, aus einer nahegelegenen Tiefgarage in den Tresorraum einer Volksbankfiliale in Berlin-Steglitz ein und erbeuteten Bargeld und Wertgegenstände im Wert von über 10 Millionen €.

#### Sprengung von Geldautomaten
Seit den 2000er Jahren kommt es in Deutschland und Mitteleuropa immer stärker zu Angriff auf Geldautomaten mit unterschiedlichen regionalen Schwerpunkten. Während die „herkömmliche“ Bankraub-Kriminalität grundsätzlich rückläufig ist, steigt die Sprengung auf Geldautomaten als eine Form des "modernen Bankraubs" insbesondere im ländlichen Raum teilweise stark an, wobei eine Gefährdung von Menschen in Kauf genommen wird.
Am 9. Juni 2005 drangen erstmals Täter in die Bank in Breitenfelde (Kreis Herzogtum Lauenburg) ein, besprühten die Kameras, um ungestört arbeiten zu können, leiteten Gas in den Geldautomaten und sprengten ihn in die Luft. Diese Art Überfälle wiederholten sich seither mehrmals.
Im Jahr 2020 wurden in Nordrhein-Westfalen 176 Geldautomaten gesprengt.

### Österreich
Im Jahr 2017 reihen sich Fälle, bei denen Bankomaten mit Hilfe von Kraftfahrzeugen und Seilen oder Ähnlichem aus der Verankerung gerissen und dann abtransportiert wurden.
- Februar 2013: Doren, Vorarlberg[7]
- Dezember 2016: Falkenstein, NÖ[8]
- Februar 2017: Söding-St. Johann, Stmk[9]
- März 2017: Eberstalzell, OÖ[10]
- April 2017: Kittsee, Bgld[11]
- Mai 2017: Munderfing, OÖ[12]
- Juni 2017: Treffen, Ktn[13]
- Juli 2017: Köttmannsdorf, Ktn[14]

Die vom Einbruchdiebstahl betroffenen Geldausgabeautomaten standen auch im Eingangsbereich von Geschäften.

## Gegenmaßnahmen

Warnhinweise an einer Bankeingangstüre zur Abschreckung

Während man in den deutschsprachigen Ländern seitens der Geldinstitute noch weitgehend von ständig anwesendem Wachpersonal absieht, gehören Sicherheitskräfte in den USA und auch in südlichen europäischen Ländern, zum Teil vor den Banken platziert, zum alltäglichen Erscheinungsbild. Nicht zuletzt auf Druck der Versicherungen haben viele Banken allerdings die Sicherheitsvorkehrungen verschärft, um Banküberfälle zu vermindern oder zu verhindern. So sind inzwischen bei vielen Banken üblich:
- vermehrte und verstärkte sogenannte Alarmpakete, das heißt GPS-Ortungssender und Live-Bilder aus den Geldinstituten in den zuständigen Polizeirevieren
- digitalisierte Videoanlagen
- reduzierter Bargeldbestand
- Alarmknöpfe, die für Täter nicht sichtbar sind und heimlich gedrückt werden können
- Bereithalten von Registriergeld (Banknoten, deren Seriennummern notiert sind und die nicht im Kassenverkehr verwendet, sondern nur als Beweismittel für den Fall einer Beraubung in der Kasse verwahrt werden.)
- präparierte Geldscheine, die sich nach einer gewissen Zeit verfärben und somit kennzeichnen
- mit Sicherheitspäckchen präparierte Geldbündel, die auf der Flucht explodieren und Farbe oder Tränengas freisetzen
- Schulungen des Personals über das Verhalten bei einem Bankraub. Dies soll vor allem den Schusswaffengebrauch des Räubers und damit Personenschäden und damit verbundene Regressansprüche vermeiden.
- Geldbeträge ab einer bestimmten Höhe werden vom Computersystem erst nach über einer Minute freigegeben – dies kann nicht umgangen werden und führt zu kleinen Verzögerungen
- in den Nachtstunden Schließung der Filialen, in denen sich Geldautomaten befinden.

## Statistik

### Deutschland
Raubüberfälle auf Banken waren zumindest in Deutschland speziell gegen Ende des 20. Jahrhunderts verbreitet. Während Ende der 1960er Jahre deutschlandweit jährlich rund 200 solcher Delikte verzeichnet wurden, gab es Anfang der 1990er Jahre im gleichen Zeitraum bereits nahezu 1700 Fälle. Der Spitzenwert mit 1624 Überfällen wurde im Jahr 1993 verzeichnet. In jüngster Zeit ist die Zahl der Banküberfälle wieder rückläufig.
So gab es 2009 deutschlandweit insgesamt 326 Raubüberfälle auf Geldinstitute, wobei 91 davon nicht zum Erfolg führten. Im Vergleich zu 2003, als noch 767 Fälle (173 Versuche) registriert wurden, hat sich die Anzahl der Taten somit mehr als halbiert. 2014 wurden nur 244 Fälle erfasst. Die Aufklärungsrate, die über weite Teile der 1990er Jahre um die 60 % betrug, konnte merklich gesteigert werden. Der diesbezügliche Wert für 2009 war 70,6 %. Im Rekordjahr 2007 konnten sogar 84,4 % vermeldet werden. Diese Entwicklung ist insbesondere auf die flächendeckende Installation von Überwachungskameras zurückzuführen.
Innerhalb von wenigen Jahren Ende der 2010er und Anfang der 2020er Jahre sank die Zahl der klassischen Überfälle auf Banken, Sparkassen und auch Postfilialen um 95 Prozent. Ein Grund ist, dass sich die Anzahl der Bankfilialen von fast 70.000 in den Neunzigerjahren auf 24.000 reduzierte. Die Digitalisierung bzw. die abnehmende Bedeutung des Bargelds führte zwar zu einer Reduktion klassischer Banküberfälle, jedoch nahm im Gegenzug die Cyberkriminalität zu.

### USA
Auch in den USA ist ein rückläufiger Trend zu erkennen. Gab es 2004 noch 7.556 Taten, bei denen zusammen knapp 64 Millionen US$ erbeutet wurden, so waren es 2009 noch 5.943 Fälle (davon 429 Versuche) mit einer Gesamtbeute von leicht unter 46 Millionen US$, von denen gut 8 Millionen US$ später wiedergefunden werden. Nach den Überfällen von 2009 konnten von den mindestens 7.344 Tatbeteiligten 3.573 identifiziert werden. 1.337 von ihnen waren drogensüchtig und 665 wurden bereits zuvor schon mindestens einmal wegen Bankraubs, Einbruchs in eine Bank oder Diebstahls aus einer Bank von einem Gericht für schuldig befunden. Insgesamt wurden 140 Menschen verletzt (davon 27 mal der Täter), 94 Geiseln genommen und 21 Personen getötet (jeweils der Täter). 3.269 der Taten wurden als sogenannter „note job“ ausgeführt. Dabei wird der Person hinter dem Schalter unauffällig ein Zettel mit der Forderung gereicht, so dass der ganze Vorgang möglichst nicht von anderen Kunden wahrgenommen wird. Dadurch sollen die Wahrscheinlichkeit tatsächlicher Gewaltanwendung verringert und die Fluchtchancen verbessert werden.

### Österreich
In Wien werden durchschnittlich etwas mehr als die Hälfte der Bankraube geklärt, wobei die Delikte seit 2007 generell weniger werden und eine sinkende Gewaltbereitschaft zu beobachten ist. Von den dann vernommenen Tätern geben 98 Prozent Spielschulden als Motiv an, bei vielen kommen Suchtgift- oder Alkoholkonsum dazu. In den meisten Fällen reicht die Beute aber nicht um die Spielschulden zu tilgen. Die Zahl jener, welche unverschuldet in Not geraten sind, etwa durch Jobverlust, ist gering. Über die Typologie der erfolgreichen Bankräuber lässt sich naturgemäß nichts sagen.

## Folgen für die Opfer
Tatopfer von Banküberfällen, Kunden sowie Angestellte, erleiden häufig ein starkes Trauma, das einhergeht mit einem chronischen Gefühl der Unsicherheit, auch lange über den Zeitpunkt des eigentlichen Überfalls hinaus. Bankangestellte werden häufig lange arbeitsunfähig, weil sie das Erlebte nicht verarbeiten können.

## Bekannte Bankräuber (Auswahl)
Folgende Bankräuber wurden auch über die Region hinaus bekannt:
- Attila Ambrus in Ungarn bekannt als „Whiskey-Räuber“
- Jaime Jiménez Arbe, der „Solitär“-Spanier
- Naomi Betts
- Bonnie und Clyde
- Butch Cassidy
- Die Dalton-Brüder Grat, Bob und Emett
- John Dillinger
- Charles Arthur „Pretty Boy“ Floyd
- Die Brüder Frank und Jesse James
- Die Gentlemen-Räuber Ruzena und Jaroslav B.
- Johann Kastenberger alias „Pumpgun-Ronnie“
- Jacque Mesrine
- George „Babyface“ Nelson
- Willie „The Actor“ Sutton
- Dimitri Todorov
- Wilbur Underhill
- Gisela Werler, die erste deutsche Bankräuberin, genannt „Banklady“
- Bobby „One-Eye“ Wilcoxson
- Harald Zirngibl, auch als „Besenstielräuber“ bekannt
- Jan Zocha alias „König der Bankräuber“

## Zitate
- Bertolt Brecht ließ einen Protagonisten in der Dreigroschenoper sagen: „Was ist ein Einbruch in eine Bank gegen die Gründung einer Bank?“.

## Einzelbelege
1. ↑  ST. CLAIR SAVINGS AND LOAN HOLDUP. In: The Encyclopedia of Cleveland History. Case Western Reserve University, 1997, abgerufen am 1. März 2010.
2. ↑  Ulla Reinhard: Volksbank setzt hohe Belohnung nach Tunnel-Coup aus. In: www.morgenpost.de. Abgerufen am 27. Dezember 2016.
3. ↑  Christian Schwerdtfeger: Nordrhein-Westfalen: Geldautomaten-Sprengungen – der moderne Bankraub. In: RP Online. Abgerufen am 28. Dezember 2016.
4. ↑  Überfall auf Geldautomat – Bankräuber sprengen halbes Haus kaputt. In: BILD.de. (bild.de [abgerufen am 28. Dezember 2016]).
5. ↑  Bankräuber sprengen immer öfter Geldautomaten - WELT. In: DIE WELT. Abgerufen am 28. Dezember 2016.
6. ↑  Zahl der Woche: 176 gesprengte Geldautomaten in NRW. In: Zentrumspartei Dormagen. 10. Dezember 2021, abgerufen am 1. Februar 2022 (deutsch).
7. ↑  https://www.vol.at/bankomatdiebstahl-von-doren-geklaert/3496708
8. ↑  https://www.noen.at/mistelbach/falkenstein-bankomat-coup-das-seil-riss-ab/32.180.064
9. ↑  Thomas Maurer: Einbruch in Söding-St.Johann: Bankomat aus der Verankerung gerissen - Voitsberg. In: meinbezirk.at. 15. Februar 2017, abgerufen am 25. Februar 2024.
10. ↑  OÖ: Bankomat mit Auto aus Verankerung gerissen. In: kurier.at. 22. März 2017, abgerufen am 30. Dezember 2017.
11. ↑  Burgenland: Bankomat mithilfe von Traktor aus Verankerung gerissen. In: kurier.at. 14. April 2017, abgerufen am 30. Dezember 2017.
12. ↑  OÖNachrichten: Diebe rissen mit Auto Bankomat aus Verankerung. In: nachrichten.at. 23. Mai 2017, abgerufen am 2. März 2024.
13. ↑  Coup in Treffen - Bankomat aus Foyer gerissen. In: krone.at. 16. Juni 2017, abgerufen am 29. Februar 2024.
14. ↑  Erneut Bankomat in Kärnten geknackt. In: DiePresse.com. 28. Juli 2017, abgerufen am 8. Januar 2018.
15. ↑  Aktenzeichen XY … ungelöst, Sendung vom 28. Oktober 1994
16. ↑  Guido Mingels: Früher war alles schlechter: Banküberfälle. In: Der Spiegel. Band 5, 30. Januar 2016 (spiegel.de [abgerufen am 1. Oktober 2017]).
17. ↑  Guido Mingels: Früher war alles schlechter: Banküberfälle. In: Der Spiegel. Band 5, 30. Januar 2016 (spiegel.de [abgerufen am 1. Oktober 2017]).
18. ↑  Polizeiliche Kriminalstatistik – Grundtabelle -ohne Tatortverteilung- ab 1987 S. 28, Schlüssel 211100
19. ↑  Digitalisierung in der Finanzbranche: »Wer noch eine Bank überfällt, ist eigentlich schön blöd«. In: Der Spiegel. 15. November 2021, ISSN 2195-1349 (spiegel.de [abgerufen am 18. November 2021]).
20. ↑  Bank Crime Statistics 2009 (Memento vom 8. April 2010 im Internet Archive)
21. ↑  Bankräuber: 98 Prozent spielsüchtig. In: wien.orf.at. 8. August 2014, abgerufen am 10. Dezember 2014.